# Liste der Mitglieder der American Academy of Arts and Sciences/1826
Im Jahr 1826 wählte die American Academy of Arts and Sciences zwei Personen zu ihren Mitgliedern.

## Neugewählte Mitglieder
- Washington Allston (1779–1843)
- Charles Davies (1798–1876)